# Каприз (архітектура)

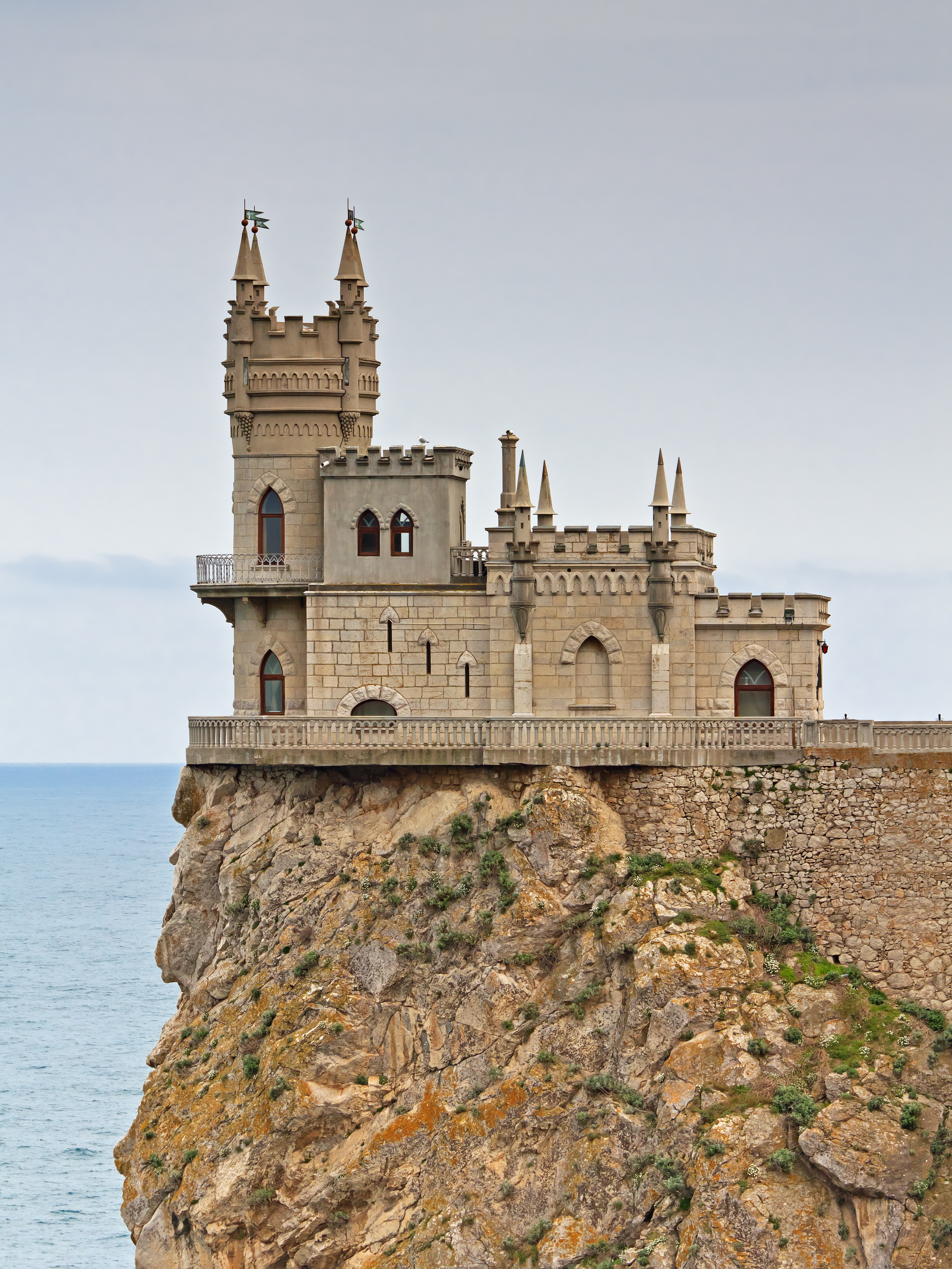
«Ластівчине гніздо», Крим

Капри́з (від фр. caprice — «примха», «забаганка») — невелика, зазвичай паркова чи курортна споруда, яку будували в палацово-паркових ансамблях, надаючи їй незвичних, екзотичних форм та кольорів. Найяскравіше капризи проявилися в стилі шинуазрі, туркоманії, псевдоготиці. Також популярні в сучасному міському середовищі. Зазвичай це кумедні або екстравагантні будівлі, або будівлі, призначені для інших потреб, ніж ті, на які вказують їх конструкція чи зовнішній вигляд.

## Опис
Англійські ландшафтні парки XVIII століття і французькі часто містили фіктивні римські храми, що символізували класичні чесноти. Інші капризи 18-го століття: китайські храми, єгипетські піраміди, зруйновані середньовічні замки чи абатства або татарські намети, що представляють різні континенти чи історичні епохи. Іноді вони представляли села, млини та котеджі, щоб символізувати сільські чесноти.  Багато капризів, особливо під час голоду, таких як Великий голод в Ірландії, були побудовані як форма допомоги бідним, щоб забезпечити роботу селянам і безробітним ремісникам.

### Характеристики
- Вони не мають іншого призначення, крім декоративної. [2] Часто вони нагадують будівлю, збудовану для певної мети, наприклад замок чи вежу, але такий вигляд є фіктивним. Якщо вони мають призначення, воно не очевидне.
- Це будівлі або частини будівель. [2] Таким чином вони відрізняються від інших садових прикрас, таких як скульптура.
- Вони спеціально створені як прикраси.
- Вони часто ексцентричні в дизайні або конструкції. Це не є обов'язково, однак ці структури зазвичай привертають увагу до себе за допомогою незвичайних деталей або форми.
- У їх конструкції часто присутній елемент підробки. Канонічним прикладом цього є фіктивні руїни: каприз, що видає себе за залишки старої будівлі, але насправді була побудована в такому стані.
- Вони були побудовані або введені в експлуатацію для задоволення. [2]

## Руїни
Штучні руїни чи романтичні руїни часто зустрічаються в парковому мистецтві України. Такими є Руїни в «Олександрії», місто Біла Церква, руїни готичної башти в садибі графів де Бальменів, руїни замку в Стрийському парку у Львові.

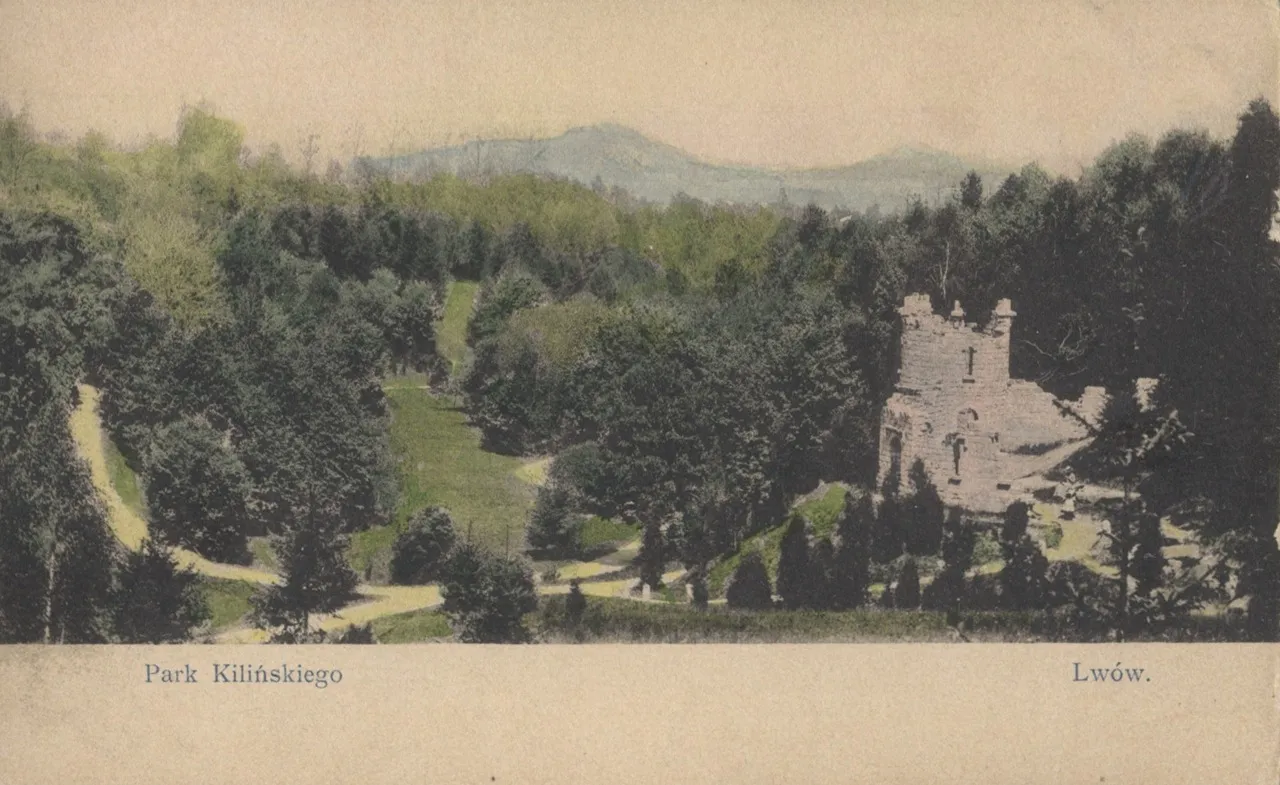
Декоративні руїни в Стрийському парку, 1907 р.
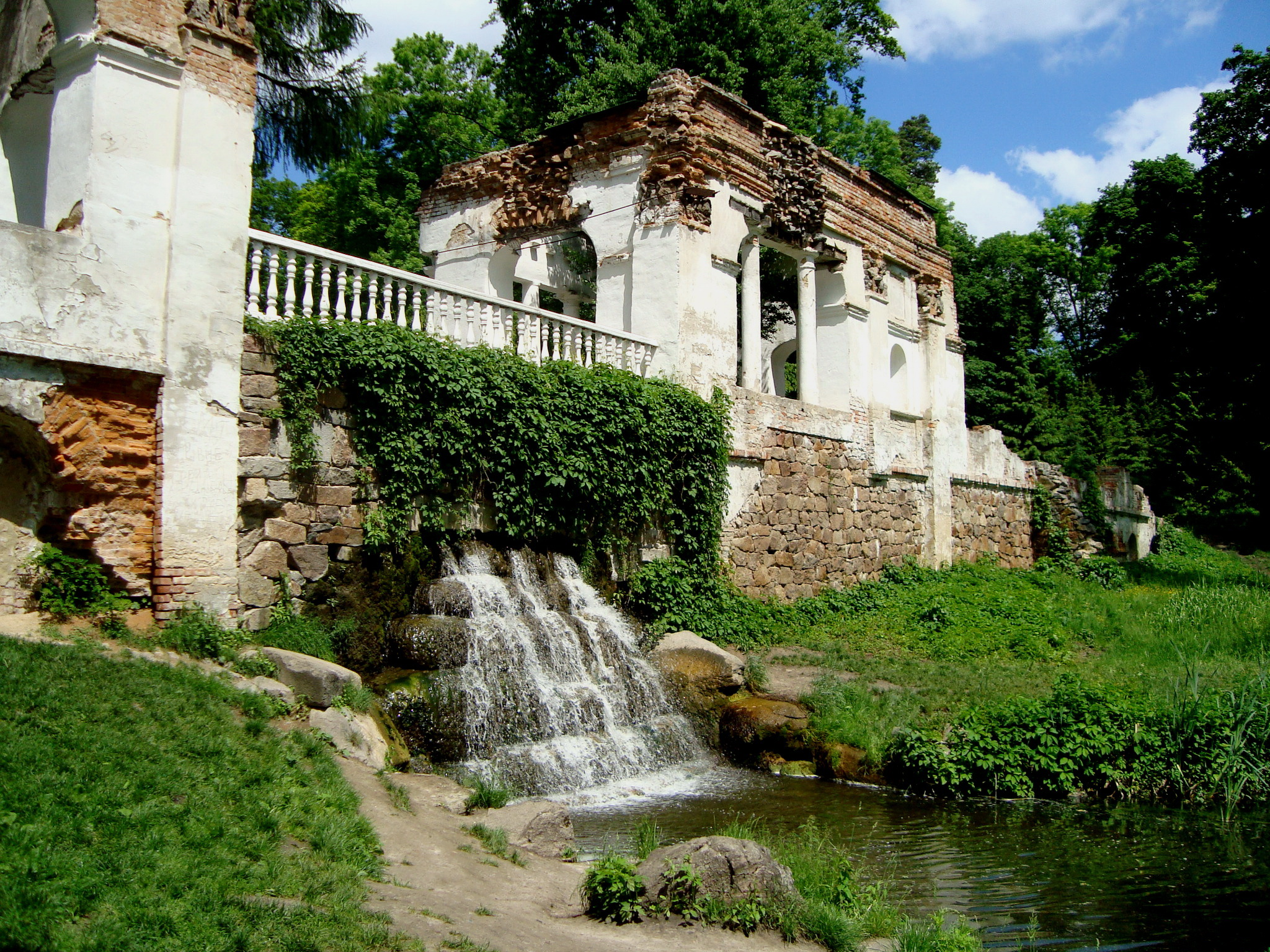
Руїни в «Олександрії», місто Біла Церква
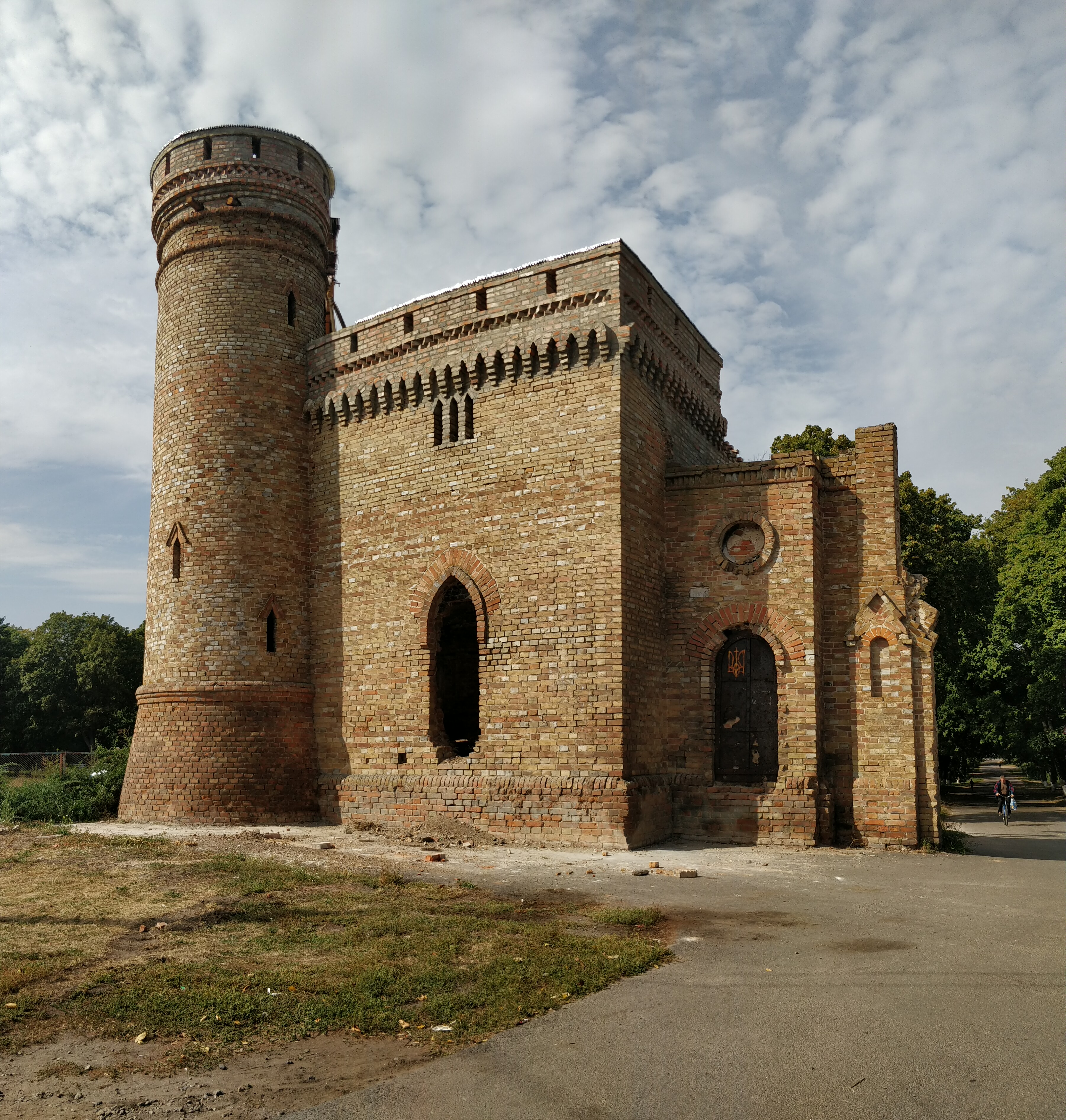
Руїни готичної башти в садибі графів де Бальменів, Чернігівська обл

## Широко відомі капризи
- «Ластівчине гніздо»
- Замок Нойшванштайн
- Велика пагода в Лондоні
- Бродвейська вежа